# Ludwig Mayer (Politiker)
Ludwig Mayer (* 3. August 1896 in Fügen, Tirol; † 15. Februar 1969 ebenda) war ein österreichischer Landwirt, Kaufmann und Politiker (ÖVP).
Ludwig Mayer besuchte die Volksschule in Fügen und die Handelsschule in Feldkirch. Er war in der Landwirtschaft und als Kaufmann tätig. In den Jahren von 1934 bis 1938 war er Bürgermeister von Fügen und gehörte auch dem Tiroler Landtag an. In den Jahren 1944 und 1945 wurde er durch die Gestapo aus politischen Gründen inhaftiert. Dem österreichischen Nationalrat gehörte er als Abgeordneter und Mitglied der ÖVP-Fraktion in der V. Gesetzgebungsperiode vom 19. Dezember 1945 bis zum 8. November 1949 an.